# ALICE ALL TIME COMPLETE SINGLE COLLECTION 2019
『ALICE ALL TIME COMPLETE SINGLE COLLECTION 2019』（アリス オールタイム コンプリート シングル コレクション 2019）は、2019年10月23日に、ユニバーサルミュージックからリリースされたアリスのベスト・アルバム。

## 概要
1972年5月発売のデビュー曲からこれまでに発売された、全シングル22枚・43曲（B面を含む）に、「It's a Time 〜時は今〜」、「限りなき挑戦 －OPEN GATE－」、新曲「DAY BREAKER －解放－」（TBSテレビ「ひるおび!」2019年10月エンディング・テーマ）の3曲を含む全46曲収録。
通常盤3枚組とDVD付初回限定盤4枚組との2形態で発売。
初回限定盤特典DVDは『「限りなき挑戦－OPEN GATE－」Music Video・3人が語るシングル曲エピソード座談会』を収録。

## 収録曲

### DISC.1
1. DAY BREAKER －解放－
  - 作詞：谷村新司　作曲：堀内孝雄　編曲：アリス
2. 限りなき挑戦 －OPEN GATE－
  - 作詞・作曲：谷村新司　編曲：アリス with 瀬戸谷芳治
3. 走っておいで恋人よ
  - 作詞・作曲：谷村新司　編曲：青木望
4. さよなら昨日までの悲しい思い出
  - 作詞・作曲：谷村新司　編曲：青木望
5. 明日への讃歌
  - 作詞・作曲：谷村新司　編曲：深町純
6. あなたのために
  - 作詞・作曲：谷村新司　編曲：深町純
7. 愛の光
  - 作詞・作曲：谷村新司　編曲：アリス
8. 帰り道
  - 作詞：谷村新司　作曲：堀内孝雄　編曲：アリス　ストリングス編曲：青木望
9. 青春時代
  - 作詞：なかにし礼　作曲・編曲：都倉俊一
10. 地図にない町
  - 作詞：なかにし礼　作曲・編曲：都倉俊一
11. 二十歳の頃
  - 作詞：なかにし礼　作曲・編曲：都倉俊一
12. 青春ノート
  - 作詞：なかにし礼　作曲・編曲：都倉俊一
13. 紫陽花
  - 作詞：谷村新司　作曲：堀内孝雄　編曲：青木望
14. 言葉にならない贈りもの
  - 作詞・作曲：堀内孝雄　編曲：青木望
15. 今はもうだれも
  - 作詞・作曲：佐竹俊郎　編曲：矢沢透
16. 明日への讃歌
  - 作詞・作曲：谷村新司　編曲：矢沢透

### DISC.2
1. 帰らざる日々
  - 作詞・作曲：谷村新司　編曲：篠原信彦　ストリングス編曲：青木望
2. あの日のままで
  - 作詞：谷村新司　作曲：堀内孝雄　編曲：篠原信彦・堀内孝雄
3. 遠くで汽笛を聞きながら
  - 作詞：谷村新司　作曲：堀内孝雄　編曲:篠原信彦
4. もう二度と・・・
  - 作詞・作曲：谷村新司　編曲：篠原信彦
5. さらば青春の時
  - 作詞・作曲：谷村新司　編曲：前田憲男
6. 最後のアンコール
  - 作詞・編曲：矢沢透　作曲：堀内孝雄
7. 冬の稲妻
  - 作詞：谷村新司　作曲：堀内孝雄　編曲：石川鷹彦
8. 街路樹は知っていた
  - 作詞：谷村新司　作曲：堀内孝雄　編曲：石川鷹彦
9. 涙の誓い
  - 作詞・作曲：谷村新司　編曲：石川鷹彦
10. 何処へ
  - 作詞：谷村新司　作曲：堀内孝雄　編曲：青木望
11. ジョニーの子守唄
  - 作詞：谷村新司　作曲：堀内孝雄　編曲：石川鷹彦
12. センチメンタル・ブルース
  - 作詞：谷村新司　作曲：矢沢透　編曲：矢沢透・大浜和史
13. チャンピオン
  - 詞：谷村新司　作曲：谷村新司　編曲：石川鷹彦
14. 君よ涙でふりかえれ
  - 作詞：谷村新司　作曲：堀内孝雄　編曲：石川鷹彦
15. 夢去りし街角
  - 作詞：谷村新司　作曲：堀内孝雄　編曲：石川鷹彦
16. 逃亡者
  - 作詞：谷村新司　作曲：矢沢透　編曲：石川鷹彦

### DISC.3
1. 美しき絆〜Hand in Hand〜
  - 作詞・作曲：谷村新司　編曲：前田憲男
2. 秋止符
  - 作詞：谷村新司　作曲：堀内孝雄　編曲：石川鷹彦
3. ゴールは見えない
  - 作詞：谷村新司　作曲：矢沢透　編曲：石川鷹彦
4. 狂った果実
  - 作詞：谷村新司　作曲：堀内孝雄　編曲：石川鷹彦
5. ピンク・シャンパン
  - 作詞：谷村新司　作曲：矢沢透　編曲：安川ひろし
6. それぞれの秋
  - 作詞・作曲：谷村新司　編曲:安田裕美・服部克久
7. 過ぎゆくものは…
  - 作詞：矢沢透　作曲：堀内孝雄　編曲：安田裕美
8. エスピオナージ
  - 作詞・作曲：谷村新司　編曲：難波正司
9. GUILTY&PENALTY（罪と罰）
  - 作詞：谷村新司　作曲：矢沢透　編曲：難波正司
10. BURAI
  - 作詞：谷村新司　作曲：堀内孝雄　編曲：佐々木誠
11. アガサ
  - 作詞：谷村新司　作曲：矢沢透　編曲：佐々木誠
12. 平凡 (ニュー・ヴァージョン)
  - 作詞：谷村新司　作曲：堀内孝雄　編曲：川村栄二
13. 四月の魚
  - 作詞：谷村新司　作曲：矢沢透　編曲：佐々木誠
14. It’s a Time ～時は今～
  - 作詞・作曲：谷村新司　編曲：アリス